# Dashnor Kokonozi
Dashnor Kokonozi est un journaliste et écrivain albanais, né le 21 juin 1951  à Tirana.

## Biographie
Après une première expérience du travail dans les chantiers industriels du pays, il a  étudié  les langues, la littérature et le journalisme à l’université de Tirana. Ses premiers publications datent des années 1970 et consistent en des traductions de poètes espagnols et français ainsi qu’un certain nombre d’articles sur d’auteurs classiques de la littérature albanaise. À la suite de l’écriture de diverses pièces pour la Radio nationale, il est nommé rédacteur de la section de la dramaturgie à la Radio Télévision Albanaise, poste duquel il a démissionné pour joindre le mouvement naissant de l'opposition du régime de l époque.

## Contribution au journalisme
Au début des années 1990, il s’engage fortement dans la naissance et l'affirmation de la presse libre et indépendante albanaise et est un des membres fondateurs des syndicats d'opposition. Il exerce alors le métier de journaliste et est organisateur de la Commission nationale de la grève générale, qui a paralysé la vie du pays et a causé la chute du dernier gouvernement communiste issu d'élections truquées, en mai 1991. 
Dans une série d'articles et d'enquêtes approfondies en Albanie et en Italie, il dénonce le pillage des aides humanitaires internationales destinées au peuple albanais ainsi que l’implication de la classe politique du pays et  de certains ministres du gouvernement italien de l’époque, dans des affaires véreuses. Il publie par la suite des faits sur la pénétration de la mafia  du Sud de l’Italie dans l’économie albanaise et  dénonce la spoliation des paysans. Malgré les représailles et les menaces, il a rendu publique la distribution et la vente en Albanie de produits alimentaires contaminés par les fuites radioactives à la suite de l'explosion de Tchernobyl, par un réseau de personnes et leurs partenaires albanais. Pendant ce temps, il continue de travailler comme correspondant de Tirana pour le magazine italien Europa ritrovata (bimestrale dell'ISCOS) et écrit des articles et reportages pour d'autres journaux italiens comme Il Manifesto, l'Illstrazione italiana, etc.
Malgré le fait que  l'objectif de ses enquêtes a été seulement la sensibilisation et la prise de conscience de l’opinion publique, certains de ses papiers ont servi comme point de départ pour l’interpellation de plusieurs hautes personnalités politiques et du monde des affaires des deux côtés de l'Adriatique.
Cette activité, très suivie par l’opinion publique, l’obligera à quitter son pays après les bouleversements politiques de 1997, pendant lesquels l'Albanie a frôlé la guerre civile.

## L'activité post-dictature
Après le changement de régime politique et avec l'appui du Conseil d' Europe,  il a suivi des formations en France, dans le domaine de la politique culturelle (Observatoire de politiques culturelles de Grenoble) et en Angleterre (English Heritage, à Swindon et Oxford) et il a été chargé de hautes fonctions auprès du ministère de la Culture (directeur général des Musées, du Patrimoine Culturelles et des Bibliothèques). Il y a travaillé, dans le cadre de la nouvelle politique du gouvernement postcommuniste, pour la restructuration des établissements culturels. Avec l'aide financière de la Banque mondiale, il a mis en fonction des nouvelles institutions (Centre national de l'inventaire du patrimoine culturel et son réseau local  etc.), en vue d'une meilleure protection du patrimoine culturel, dans les conditions de l’ouverture du pays. A la tête d'une équipe des spécialistes, il a commencé le premier inventaire du patrimoine culturel se trouvant sur le territoire national.
Il a également été enseignant à l’Académie des Beaux Arts de Tirana où il a été chargé de rédiger un texte sur l’histoire de la civilisation, qu’il a dispensé en cours à cette Académie.

## Publications
Le roman Le Lit de Procuste sort en 1989. C'est seulement après 8 ans d'attente dans les tiroirs de la Maison d'édition de l'État que ce dernier est publié. En effet, dans la symbolique du mythe du Procuste (mutilation de toute individualité chez les hommes et les femmes afin de les rendre conformes à un modèle), les autorités de l’époque voyaient une analogie avec le régime stalinien encore au pouvoir en Albanie.
Le recueil de nouvelles « La famille sacré » a été publié au début des années 1990. Son roman « Trans », retraçant les événements tragiques qui ont suivi l'effondrement  des pyramides financières  spéculatives en Albanie en 1997 a été édité en 2009.
Il est l’auteur du premier  dictionnaire « espagnol-albanais » (1996), d’un Dictionnaire encyclopédique de la politique (2005).
En 2011, il a effectué le pèlerinage de Saint-Jacques de Compostelle en partant de Vézelay (Département de l’Yonne, France) jusqu’à Santiago de Compostelle (Galicie, Espagne). Le récit de ce pèlerinage a fait l’objet d’un livre ayant  rencontré le succès auprès des lecteurs albanais qui ont découvert l’existence de ce pèlerinage historique européen. Le dernier témoignage d’un Albanais sur le chemin de Compostelle datait de 1611.

## Traductions
Il a traduit en albanais l’édition de la prose poétique de Baudelaire,  le roman « Un roi en Albanie » de Jean-Luc Tourenne, et  divers auteurs américains et italiens (H. Melville, R. Stevenson, G. Presburger etc.)

## Autres
Après le bouleversement du paysage politique en Albanie en 1997, il devient l'objet de persécutions, dues à son activité de journaliste. Obligé de quitter son pays, il s’est établi en France, où il a travaillé initialement comme interprète et après comme animateur social. Il tient des liens de collaboration avec des universités françaises où il est amené à intervenir dans le cadre de colloques sur les thématiques littéraires et artistiques.

## Prix et distinctions
Pour son activité de journaliste et son engagement dans la chute du régime stalinien en Albanie, il a été honoré de la distinction « Flambeau de la démocratie » par le président de la République.
Son roman « Trans » qui a été traduit en français et publié sous le titre « Terre Brûlée » (Éditions Non Lieu), a reçu le prix du Salon du Livre des Balkans à Paris en 2015.